# Brad Cole (musicien)
Pour les articles homonymes, voir Brad Cole et Cole.
Brad Cole (né le 10 décembre 1953 à Philadelphie), est un musicien américain, claviériste et saxophoniste, il est également arrangeur et producteur.
Il a joué avec des musiciens et des groupes tels que Phil Collins, Supertramp, Gino Vannelli, Frank Zappa, Michael Bolton et Lionel Richie, et les français Hugues Aufray, Michel Polnareff, Michel Jonasz et Johnny Hallyday.

## Biographie
Né à Philadelphie, il étudie à la Hartt School of Music de Hartford au Connecticut, puis commence une carrière de claviériste, arrangeur et producteur.
Il rencontre Daryl Stuermer, alors guitariste de scène pour Genesis, lors d'une tournée de Gino Vannelli en 1979, et participe à son album solo 'Steppin' Out en 1987. Il joue pour le groupe Supertramp entre 1986 et 1988, sur l'album Live '88 sur lequel il a aussi joué du saxophone.
Depuis 1990, il est le claviériste de Phil Collins dans sa carrière solo, il a aussi réalisé les arrangements pour The Way You Look Tonight et Always. Sur scène il joue du Vocoder sur la chanson In The Air Tonight. Il participe aux tournées The First Final Farewell Tour, Serious Hits… Live! et A Hot Night In Paris avec The Phil Collins Big Band.
Il a monté son propre studio de production, ColeMine, qui a enregistré entre autres l'album de Hugues Aufray, New Yorker en 2009; il réalise pour lui la direction artistique de tout l'album, et aussi la direction artistique de la tournée de Michel Polnareff.
Il est pianiste lors de la tournée Tour 66 de Johnny Hallyday en 2009.
En 2010, il est le directeur musical de l'album de reprises de la Motown Going Back de Phil Collins. Fidèle à ce dernier, il l'accompagne lors de son retour sur scène en 2016 pour la tournée Not Dead Yet Tour.

## Discographie

### Gino Vannelli
- 1981 : Nightwalker - Arrangements des cordes

### Frank Zappa
- 1984 : Them or Us - Piano

### Supertramp
- 1988 : Live 88 - Claviers, saxophone

### Michael Bolton
- 1989 : Soul Provider - Claviers sur 2 chansons

### Phil Collins
- 1990 : Serious Hits... Live - Claviers
- 1996 : Dance Into the Light - Claviers
- 1999  : A Hot Night in Paris - DVD - Piano
- 2004  ; Love Songs: A Compilation… Old and New - Compilation
- 2005  : Finally...The First Farewell Tour - DVD - Claviers
- 2010 : Going Back: Live At Roseland Ballroom, NYC - Claviers
- 2016 : The Singles - Compilation

### Michel Polnareff
- 2007 : Ze Re Tour 2007 - Claviers
- 2016 : Tournée 2016 - Claviers

### Johnny Hallyday
- 2009 : Tour 66 : Stade de France 2009 - Piano
- 2018 : Mon Pays c'est l'Amour - Claviers sur 9 des 11 chansons

### Hugues Aufray
- 2009 : New Yorker - Direction musicale - arr. cordes - piano - wurlitzer - orgue Hammond
- 2011 : Troubador Since 1948 - Direction musicale, piano